# Never Is Enough
 Never Is Enough ist ein Jazzalbum der Formation Thumbscrew, bestehend aus Mary Halvorson, Michael Formanek und Tomas Fujiwara. Die vom 8. bis 11. September 2019 im Mr. Smalls Studio, Pittsburgh, entstandenen Aufnahmen erschienen im März 2021 auf Cuneiform Records.

## Hintergrund
Das Thumbscrew-Trio aus der Gitarristin Mary Halvorson, dem Bassisten Michael Formanek und dem Schlagzeuger Tomas Fujiwara, hat mit Never Is Enough sein sechstes Album in sieben Jahren veröffentlicht. Im Spätsommer 2019 befanden sich die Thumbscrew-Mitglieder in City of Asylum, einer Kunstorganisation in Pittsburgh, in der das Trio ein längeres Engagement hatte, was als eine Art „kreative Brutstätte“ für das Trio diente. Verabredet war, dass sie ein Programm von Kompositionen von Anthony Braxton proben, interpretieren und aufnehmen sollten, die sie aus seinen Archiven der Tri-Centric Foundation entnommen hatten. Diese Stücke wurden 2020 auf dem Album The Anthony Braxton Project veröffentlicht, einem Album, das Braxtons 75. Geburtstag feierte. Zusätzlich brachte das Trio eine Reihe von Eigenkompositionen mit, die sie während des Engagements ausarbeiteten. Sie nahmen ihre Eigenkompositionen in der vorhandenen Studiozeit vom 8. bis 11. September 2019 auf, so dass parallel zum Braxton-Projekt von Thumbscrew auch das darauf folgende Album Never Is Enough entstand.

## Titelliste
- Thumbscrew: Never Is Enough (Cuneiform Records rune 478)[2]
  1. Camp Easy (Tomas Fujiwara)
  2. Sequel to Sadness (Mary Halvorson)
  3. Never Is Enough (Michael Formanek)
  4. Through an Open Window (Tomas Fujiwara)
  5. Heartdrop (Mary Halvorson)
  6. Emojis Have Consequences (Michael Formanek)
  7. Fractured Sanity (Mary Halvorson)
  8. Unsung Procession (Tomas Fujiwara)
  9. Scam Likely (Michael Formanek)

## Rezeption
Dave Sumner zählte das Album zu den besten Neuerscheinungen des Monats und schrieb, das Trio Thumbscrew sei ein Ensemble, das sich als Eckpfeiler der modernen Szene positioniert habe. Seine Musik sei typisch für die gegenwärtige Moderne; sie stehe am Übergang von einer zerfahrenen Melodik zu einer umwerfenden Prägnanz. Ihre Musik habe aber auch eine verträumte, vergängliche Präsenz, die an den Rändern verschwommen und darunter wackelig sei, und nichts sei so, wie es scheint, bis alles plötzlich scharf werde. Aber wie ihre brillante Veröffentlichung Ours/Theirs von 2018 zeige, habe ihre Musik auch eine starke Verbindung zur Tradition des Jazz.

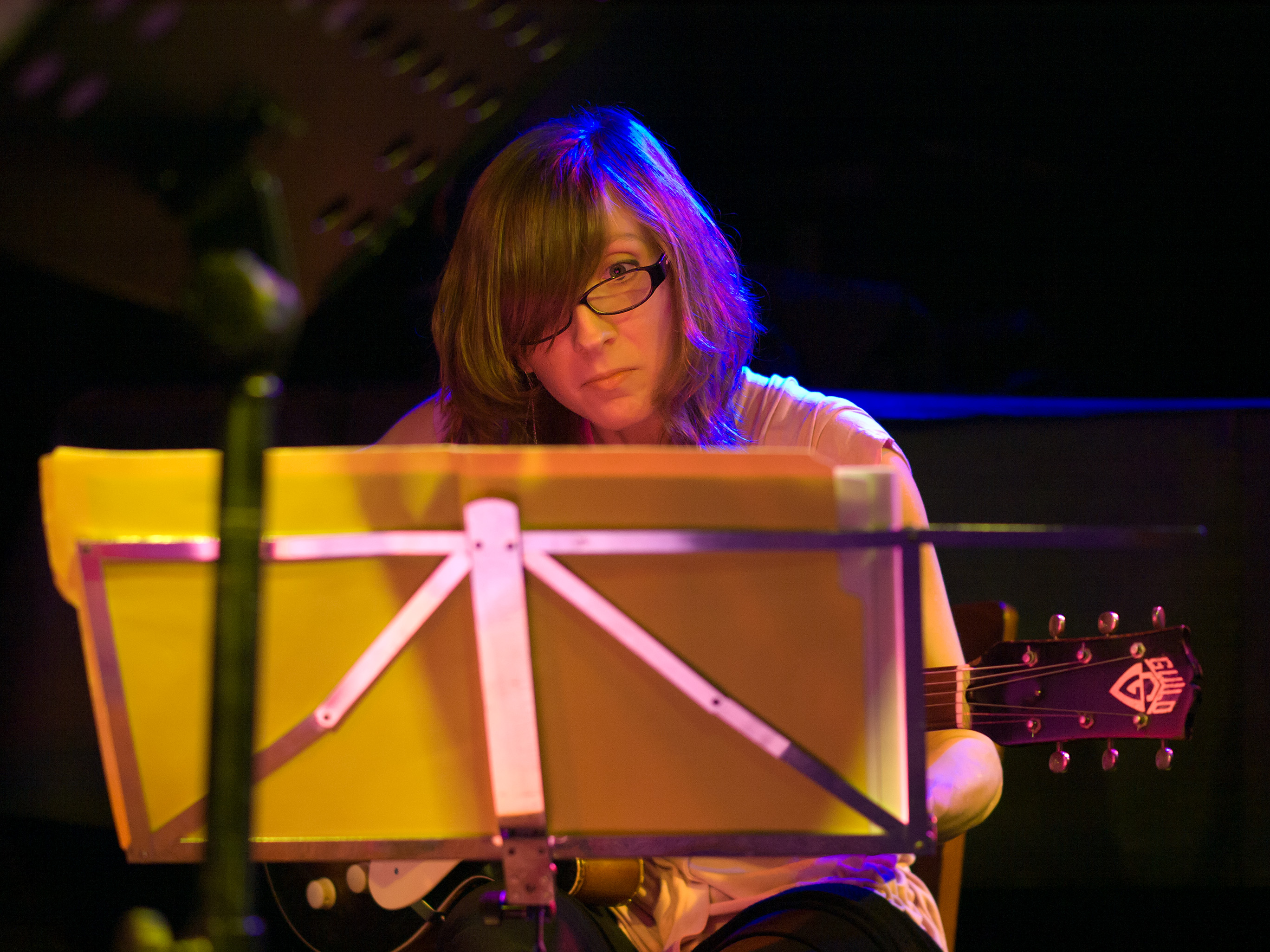
Mary Halvorson bei einem Auftritt in der Münchner Unterfahrt 2011

S. Victor Aaron (Something Else!) schrieb, so wie das Braxton-Projekt Fujiwaras Thumbscrew-Debüt auf dem Vibraphon war, sei „Never Is Enough“ das erste Mal, dass man Formanek auf dem E-Bass hören könne. Bei dem episodisch wirkenden Stück könne man feststellen, dass Formanek eine feste, vollelektrische Verbindung mit Halvorson eingehe. Auch wenn diese Aufnahmen mitten in einer Anthony Braxton gewidmeten Aufnahmesitzung entstanden seien, würden sie nicht wie Braxton-Stücke klingen, zumindest nicht direkt. „Auf jeden Fall würde Braxton selbst ihnen wahrscheinlich nur sagen, sie sollen ihren eigenen Weg finden und diesen Weg mit so viel kreativem Eifer und Fingerspitzengefühl wie möglich ausführen.“
Nach Ansicht von Mike Borella (Avant Music News) sei das Album auf jeden Fall introspektiver und melancholischer als ihre vorherigen Unternehmungen, wobei die sich langsam entwickelnden Strukturen des Titelstücks ein Paradebeispiel seien; das balladenartige „Heartdrop“ sei ein weiterer. „Fractured Sanity“ steuere gleichzeitig in mehreren anderen, aggressiveren Bahnen, wie schon der Titel vermuten lasse. Das dicht gepackte „Scam Likely“ überspanne diese beiden Richtungen des Albums. Die Musik von Thumbscrew würde niemals mit Straight Ahead Jazz oder Freie Improvisation verwechselt werden, aber diese Einflüsse lägen auch subtil den Kompositionen der Gruppe zugrunde, so Borella. Stattdessen handle es sich um ein „Anti-Gitarren-Trio“ – drei Personen, die eine traditionelle Gruppe von Instrumenten verwenden, die seit Jahren in Jazz- und Rock-Outfits verwendet würden, und Neuland betreten. Somit sei Thumbscrew alles andere als konventionell und schaffe es, auch innerhalb dieses bewährten Formats neue Wege zu beschreiten.
Brian Kiwanuka (Post Genre) meinte, Braxtons Einfluss sei immer noch offensichtlich, besonders in den starreren Momenten, doch dieses Album sei eine ganz andere Erfahrung. Während eines Großteils der Laufzeit entscheide sich das Trio für einen kontemplativeren Ansatz. Wenn man es höre, sei leicht zu erkennen, warum Tomas Fujiwara, Mary Halvorson und Michael Formanek zu einem festen Bestandteil der Avantgarde-Jazzszene geworden seien. Das Album sei voller faszinierend verzerrter Schönheit, wobei das von Halvorson komponierte „Heartdrop“ ein Paradebeispiel sei. Das Stück zeige die Gitarristin in faszinierender Form, die eine Kombination aus sanfter Technik und gebogenen Effekten verwende, um ein wunderschönes Thema zu kreieren. Von Fujiwaras zurückhaltender Besenführung bis zu Halvorsons und Formaneks klassischen Soli – alles an „Heartdrop“ strahle eine faszinierende Eleganz aus. Never Is Enough sei eine weitere starke Leistung von Thumbscrew, resümiert Kiwanuka. Das Album biete eine interessante Auswahl an Stilen, darunter Braxton-artige Geschicklichkeit („Through an Open Window“) und funkelnde Passagen jenseitiger Dunkelheit („Scam Likely“). Dies sei der perfekte Ausgangspunkt für diejenigen, die mit der Arbeit des Trios noch nicht vertraut seien – und die Fans würden nicht enttäuscht sein.